# La Ludwig Band
La Ludwig Band és un grup de música català d'un estil que va des del pop-rock clàssic fins al folk local. El nom del grup és un joc de paraules amb el nom del compositor Ludwig van Beethoven.
És un grup d'origen barceloní, encara que han atribuït sempre notòriament i coneguda els seus orígens i gestació a Espolla (Alt Empordà). Es va constituir l'any 2017, reunint músics de formacions anteriors de quan anaven a l'institut, uns a l'Escola Súnion i altres a l'Escola Costa i Llobera. Quatre d'ells havien format part d'un grup anomenat Hostis Planta.
La Ludwig Band són també impulsors del col·lectiu Pedant a Missa i Repicant, amb el qual representen obres teatrals humorístiques i musicals: Sant Pere el farsant (2023, Teatre Maldà) i Artemi, el cambrer abstemi (2024, Teatre Biblioteca de Catalunya).

## Components
El grup està format per
- Quim Carandell Boluda (cantant, lletrista i guitarra)
- Andreu Galofré Sala (baix i cors)
- Gabriel Bosch Bosch (guitarra i cors)
- Roger Cassola Gusils (bateria i cors)
- Pau Esteve (teclat i cors, fins a l'estiu de 2022 ho va ser el Pau Lanzetta Porta)[9]
- Lluc Valverde Ros (clarinet, saxo i cors)

## Influències
Entre els seus referents hi ha Pau Riba, Bob Dylan o Bruce Springsteen. Malgrat que se'ls ha anomenat els nous Manel, ells defugen l'etiqueta. També es considera que segueixen l'estela de Sisa, Els Surfing Sirles, Vàlius i Power Burkas. S'autodefineixen irònicament com el segon millor grup d'Espolla, i diuen que fan "folk pedant".

## Discografia
Els seus temes es recullen en els següents àlbums i EPs:

### Àlbums
| • Al límit de la tonalitat (2020) |
| --- |
| (The Indian Runners) 1. Cançó num. 8 "Te'n Recordes?", 03:27 2. El racó del romaní, 03:27 3. Ara què la passa? (Monsieur Important), 04:38 4. Avui he anat a Cal Coix, 04:37 5. Dona'm un segon per descansar, 03:08 6. La llum de l'Alba, 02:32 7. Judes, 05:20 |

| • La mateixa sort (2021) |
| --- |
| (The Indian Runners) 1. Judicis en menor, 04:12 2. El fill del rei, 04:10 3. Sandàlies, 04:20 4. La llum de l'Alba, 03:26 5. Tren a València, 03:02 6. La tardor que ens vam conèixer, 03:43 7. S'ha mort l'home més vell d'Espolla, 06:03 8. 30 monedes, 04:49 9. Quan les hores no portaven enlloc, 04:37 10. Ai, lamentables parets 03:54 11. Jerusalem, 03:46 12. General Mitre, 04:20 13. Van fer mal (Judicis en major), 06:56 |

| • Gràcies per venir (2023) |
| --- |
| (The Indian Runners i Ceràmiques Guzmán) 1. "El meu amor se n'ha anat de vacances", 03:21 2. "Bon amic, vell amic", 03:36 3. "El dia que et perdoni", 03:46 4. "El teu noi", 03:22 5. "Contraban", 03:28 6. "A les portes del paradís", 03:27 7. "Manela, no vull currar per vostè", 05:25 8. "Has tornat a venir, Judes", 03:56 9. "Per allà Lesseps", 02:49 10. "Guanyar", 03:23 11. "El gronxador", 03:14 |

### EPs
| • La Ludwig Band (2018) |
| --- |
| (Autoeditat) 1. El fill del Rei, 04:30 2. L'animeta, 04:34 3. Les Calderes d'en Pere Buteru, 08:04 4. Fòssil, 04:07 5. La Marca, 03:09 |

| • Desembre (2022) |
| --- |
| (The Indian Runners) 1. Desembre, 03:20 2. Ho sento carinyo, 03:27 3. De puta mare, 03:32 4. Fins on t'arribi el braç, 03:00 |

## Premis
- Premi Enderrock de la crítica 2022 al millor disc de l'any per "La mateixa sort".
- Premi Cerverí 2022 a la lletra de la cançó "S'ha mort l'home més vell d'Espolla".[13]
- Premi Enderrock de la crítica 2023 al millor disc de pop-rock per "Gràcies per venir".[14]
- Premi Altaveu 2024.[15]